# Departamento de General Pedernera
Departamento de General Pedernera är en kommun i Argentina.   Den ligger i provinsen San Luis, i den centrala delen av landet, 700 km väster om huvudstaden Buenos Aires.
Omgivningarna runt Departamento de General Pedernera är i huvudsak ett öppet busklandskap. Runt Departamento de General Pedernera är det glesbefolkat, med 8 invånare per kvadratkilometer.